# Joseph Karl Johann de Finance
Joseph Karl Johann de Finance (auch: Ludwig Joseph * 18. Oktober 1784 in Rawa in Polen; † 3. August 1851 in Bonn) war ein preußischer Generalleutnant.

## Leben

### Herkunft
Seine Eltern waren der Landedelmann Johann Karl Engelbert de Finance aus Pont-à-Mousson und dessen Ehefrau Marianne Therese, geborene von Meunier. Er hatte zwei Brüder: Engelbrecht Johann (1781–1821) starb als Hauptmann der Gendarmerie, Johann Friedrich (* 31. März 1788; † 12. Januar 1838) starb als Major a. D.

### Militärkarriere
Finance besuchte die Kadettenhäuser in Kalisch und Berlin. Am 11. April 1800 wurde er als Gefreitenkorporal im Infanterieregiment „von Natzmer“ der Preußischen Armee angestellt und avancierte bis Ende Januar 1806 zum Sekondeleutnant im III. Bataillon. Im Vierten Koalitionskrieg kämpfte Finance bei der Verteidigung von Graudenz.
Nach dem Frieden von Tilsit wurde er am 1. Januar 1808 im 2. Westpreußischen Infanterie-Regiment angestellt und sein Patent auf den 26. Mai 1803 rückdatiert. Am 27. Juni 1813 erfolgte die Beförderung zum Premierleutnant und am 28. September 1813 zum Stabskapitän. Während der Befreiungskriege kämpfte Finance bei Großgörschen und erwarb sich bei Bautzen das Eiserne Kreuz II. Klasse. Danach kämpfte in der Schlacht bei Kulm. Im Feldzug 1815 erhielt Finance für sein Verhalten in der Schlacht bei Ligny das Eiserne Kreuz I. Klasse sowie den Orden des Heiligen Wladimir IV. Klasse. Danach kämpfte er bei Waterloo. Ferner befand er sich in den Gefechten von Danigkow, Alsleben, Colditz, Königswartha, Compiegne, Sevres und Iffy. Vor der Einnahme von Paris wurde er am 10. April 1815 zum Kapitän und Kompaniechef ernannt.
Nach dem Krieg kam Finance am 24. Januar 1817 als Major in das 2. Rheinische Landwehr-Infanterie-Regiment und wurde am 26. März 1820 Kommandeur des Landwehr-Bataillons im 40. Infanterie-Regiment. Im Jahr 1825 wurde er mit dem Dienstkreuz ausgezeichnet. Von dort wurde er am 30. März 1829 als Kommandeur des Landwehr-Bataillon in das 35. Infanterie-Regiment nach Düsseldorf. In dieser Stellung am 30. März 1833 zum Oberstleutnant befördert, kam er ein Jahr später als Bataillonskommandeur in das 13. Infanterie-Regiment. Von dort wurde er am 30. März 1836 als Oberst mit der Führung des 35. Infanterie-Regiments beauftragt und am 17. Oktober 1836 zum Regimentskommandeur ernannt. Daran schloss sich am 25. März 1841 eine Verwendung als Kommandeur der 15. Landwehr-Brigade in Köln an und Finance wurde am 19. Mai 1814 dem 35. Infanterie-Regiment aggregiert. Am 7. April 1842 wurde er Generalmajor und am 12. September 1842 mit dem Roten Adlerorden III. Klasse mit Schleife ausgezeichnet. Finance erhielt am 23. März 1847 seinen Abschied mit dem Charakter als Generalleutnant und einer Pension von 2250 Talern.
Finance starb unverheiratet am 3. August 1851 in Bonn und wurde am 6. August dort begraben.